# چاقوی پرتابی

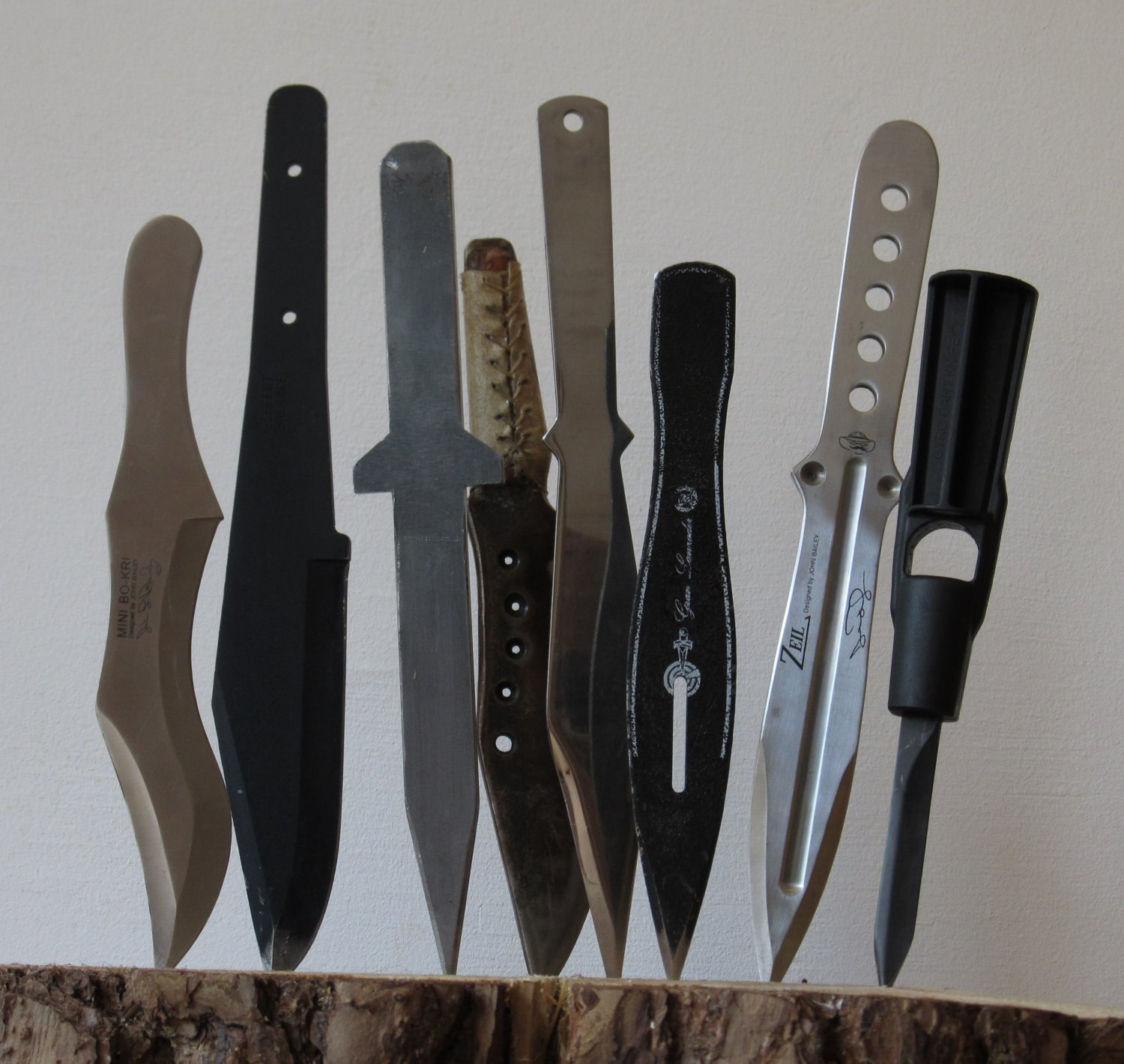
مجموعه‌ای از چاقوهای پرتابی

چاقوی پرتابی (انگلیسی: Throwing knife) چاقویی است که به صورت خاص، موزون و طراحی شده‌است تا قادر باشد به صورت کارآمدی آن را پرتاب کرد. آنها در ردهٔ متمایزی از چاقوهای معمولی قرار دارند.
چاقوهای پرتابی در مراسم‌های تعداد زیادی از فرهنگ‌ها در سراسر جهان مورد استفاده قرار می‌گیرند و بدین لحاظ شگردهای مختلفی برای پرتاب کردن آنها ایجاد شده و اشکال و فرم‌های مختلفی از چاقوی پرتابی بوجود آمده‌است.
هم چنین از چاقوهای پرتابی در اجراهای نمایش جنبی و ورزش استفاده می‌شود.